# Gary Payton
Gary Dwayne Payton (Oakland, 23 luglio 1968) è un ex cestista statunitense, professionista nella NBA.
Dal 1990 al 2003 ha giocato nei Seattle SuperSonics, con i quali ha disputato la finale nel 1996. Dal 2013 fa parte del Naismith Memorial Basketball Hall of Fame.. Nel 2006 ha vinto il titolo NBA con i Miami Heat.

## Biografia
Suo figlio Gary Payton II è anch'egli un cestista.

## Caratteristiche tecniche
Eccellente difensore, è stato soprannominato The Glove ("il guanto") per la pressione che esercitava sul diretto avversario. Si colloca all'undicesimo posto per assist nella storia della NBA (8966).

## Carriera

### College
Gary Payton ha frequentato per quattro anni il college ad Oregon State, diventando il leader indiscusso della squadra, tanto da chiudere il suo ultimo anno all'università con 25,7 punti di media e 8,1 assist.

### NBA

#### 1990-2003: Seattle Supersonics
Venne scelto al numero 2 assoluto al Draft NBA 1990 dai Seattle SuperSonics che avevano evidente bisogno di un playmaker. Il suo primo anno non fu eccezionale, ma gli valse il secondo quintetto ideale delle matricole. Grazie all'intesa con l'ala Shawn Kemp, scelto l'anno precedente al Draft proprio da Seattle, venivano costruite le basi per una squadra di alto livello. Nel campionato 1992-93 i Sonics arrivarono alla finale della Western Conference, perdendo per 4-3 coi Phoenix Suns. Ma nei due anni successivi arrivarono solo due precoci eliminazioni al primo turno pei play-off contro Denver Nuggets e Los Angeles Lakers. Nella stagione 1995-96 i Sonics ruppero il ghiaccio, e Payton, facendo valere il suo soprannome, datogli per le sue notevoli doti di difensore, vinse il premio di difensore dell'anno. La squadra arrivò in finale, dove venne battuta dai Chicago Bulls di Michael Jordan; nonostante la sconfitta, Payton si mise in luce per l'ottima marcatura che attuò su Jordan: il numero 23 dei Bulls fu costretto a tre prestazioni consecutive sotto i 30 punti, con una percentuale al tiro del 37%.
Nei due anni successivi arrivarono solo due eliminazioni nelle semifinali di conference, e l'addio dato ai Sonics da parte di Kemp non migliorò certo la squadra, nonostante l'arrivo di Vin Baker. Gli anni successivi coincisero con le migliori stagioni di Payton come singolo ma con una mancanza di risultati di squadra soddisfacenti. A metà della stagione 2002-03 Payton fu scambiato ai Milwaukee Bucks insieme a Desmond Mason per Ray Allen e una futura prima scelta.
Payton detiene diversi record di franchigia per i Seattle SuperSonics tra questi: per numero di partite giocate, minuti giocati, punti realizzati, assist, palle rubate, canestri realizzati, triple doppie.

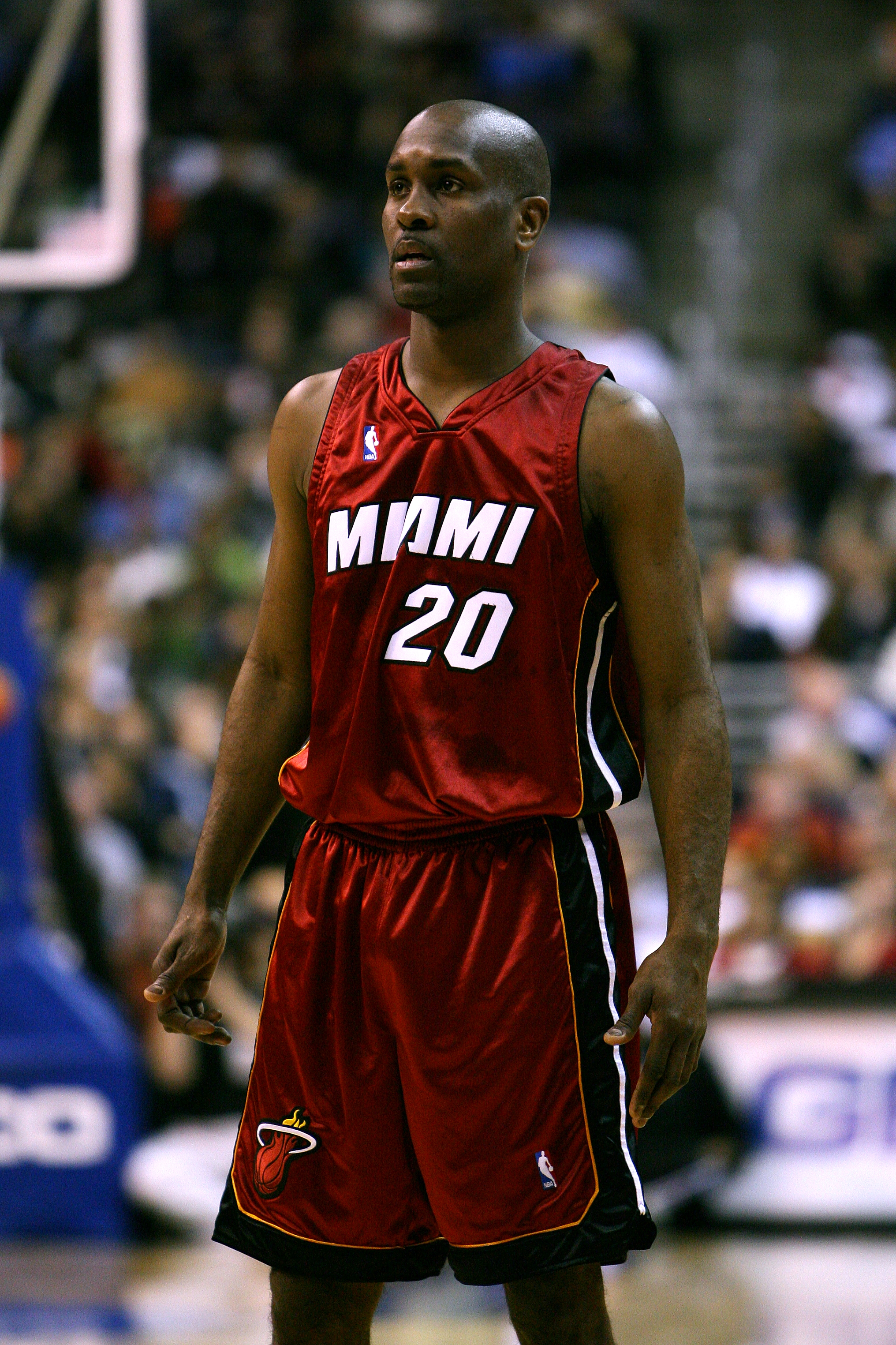
Payton con la maglia degli Heat

#### 2003-2007: Bucks, Lakers, Celtics, Heat
Il mezzo anno ai Bucks terminò con una eliminazione al primo turno. Nell'estate 2003 Payton andò a rinforzare il Dream Team dei Los Angeles Lakers con Karl Malone: entrambi i giocatori erano verso la fine di una carriera eccezionale ma mai coronata da un Anello e, raggiungendo Shaquille O'Neal e Kobe Bryant a LA, speravano di ottenerlo. La cavalcata dei favoritissimi Lakers terminò però in finale dove persero 4-1 con i Detroit Pistons; per Payton fu l'ennesima delusione data la mancata vittoria del titolo. L'anno dopo fu scambiato ai Boston Celtics, dove non riuscì ad ottenere niente di particolare. A metà stagione i Celtics lo cedettero agli Atlanta Hawks in uno scambio che riportò a Boston l'ex Antoine Walker. Payton però non giocò mai per gli Hawks, che lo tagliarono subito, e una settimana dopo averli lasciati, tornò ai Celtics. Nell'estate 2005 venne chiamato dall'ex compagno Shaquille O'Neal nei Miami Heat, dove riesce finalmente a vincere l'anello, partendo come cambio del playmaker titolare Jason Williams, ma giocando spesso i momenti decisivi delle partite; in particolare nella finale contro i Dallas Mavericks segnò il canestro decisivo negli ultimi secondi della partita sia in gara-3 sia in gara-5. Nel 2006-2007 firma per un anno al minimo salariale sempre per gli Heat dopo le sollecitazioni di Shaquille O'Neal. I campioni in carica vennero eliminati al primo turno dei play-off dai Chicago Bulls per 4-0.

## Statistiche
| † | Denota le stagioni in cui ha vinto il titolo |
| * | Primo nella lega                             |

### NCAA
| Anno      | Squadra            | PG  | PT | MP   | TC%  | 3P%  | TL%  | RP  | AP  | PRP | SP  | PP   |
| --------- | ------------------ | --- | -- | ---- | ---- | ---- | ---- | --- | --- | --- | --- | ---- |
| 1986-1987 | Oregon St. Beavers | 30  | -  | 37,2 | 45,1 | 37,1 | 67,1 | 4,0 | 7,6 | 1,9 | 0,7 | 12,5 |
| 1987-1988 | Oregon St. Beavers | 31  | -  | 38,0 | 48,9 | 39,7 | 69,9 | 3,3 | 7,4 | 2,3 | 0,4 | 14,5 |
| 1988-1989 | Oregon St. Beavers | 30  | -  | 38,0 | 47,5 | 38,5 | 67,7 | 4,1 | 8,1 | 3,0 | 0,6 | 20,1 |
| 1989-1990 | Oregon St. Beavers | 29  | -  | 37,8 | 50,4 | 33,3 | 69,0 | 4,7 | 8,1 | 3,4 | 0,5 | 25,7 |
| Carriera  | Carriera           | 120 | -  | 37,7 | 48,5 | 36,9 | 68,4 | 4,0 | 7,8 | 2,7 | 0,5 | 18,1 |

### NBA

#### Regular season
| Anno       | Squadra          | PG   | PT   | MP   | TC%  | 3P%  | TL%  | RP  | AP  | PRP  | SP  | PP   |
| ---------- | ---------------- | ---- | ---- | ---- | ---- | ---- | ---- | --- | --- | ---- | --- | ---- |
| 1990-1991  | Seattle S.Sonics | 82   | 82   | 27,4 | 45,0 | 7,7  | 71,1 | 3,0 | 6,4 | 2,0  | 0,2 | 7,2  |
| 1991-1992  | Seattle S.Sonics | 81   | 79   | 31,5 | 45,1 | 13,0 | 66,9 | 3,6 | 6,2 | 1,8  | 0,3 | 9,4  |
| 1992-1993  | Seattle S.Sonics | 82   | 82   | 31,1 | 49,4 | 20,6 | 77,0 | 3,4 | 4,9 | 2,2  | 0,3 | 13,5 |
| 1993-1994  | Seattle S.Sonics | 82   | 82   | 35,1 | 50,4 | 27,8 | 59,5 | 3,3 | 6,0 | 2,3  | 0,2 | 16,5 |
| 1994-1995  | Seattle S.Sonics | 82   | 82   | 36,8 | 50,9 | 30,2 | 71,6 | 3,4 | 7,1 | 2,5  | 0,2 | 20,6 |
| 1995-1996  | Seattle S.Sonics | 81   | 81   | 39,0 | 48,4 | 32,8 | 74,8 | 4,2 | 7,5 | 2,9* | 0,2 | 19,3 |
| 1996-1997  | Seattle S.Sonics | 82   | 82   | 39,2 | 47,6 | 31,3 | 71,5 | 4,6 | 7,1 | 2,4  | 0,2 | 21,8 |
| 1997-1998  | Seattle S.Sonics | 82   | 82   | 38,4 | 45,3 | 33,8 | 74,4 | 4,6 | 8,3 | 2,3  | 0,2 | 19,2 |
| 1998-1999  | Seattle S.Sonics | 50   | 50   | 40,2 | 43,4 | 29,5 | 72,1 | 4,9 | 8,7 | 2,2  | 0,2 | 21,7 |
| 1999-2000  | Seattle S.Sonics | 82   | 82   | 41,8 | 44,8 | 34,0 | 73,5 | 6,5 | 8,9 | 1,9  | 0,2 | 24,2 |
| 2000-2001  | Seattle S.Sonics | 79   | 79   | 41,1 | 45,6 | 37,5 | 76,6 | 4,6 | 8,1 | 1,6  | 0,3 | 23,1 |
| 2001-2002  | Seattle S.Sonics | 82   | 82   | 40,3 | 46,7 | 31,4 | 79,7 | 4,8 | 9,0 | 1,6  | 0,3 | 22,1 |
| 2002-2003  | Seattle S.Sonics | 52   | 52   | 40,8 | 44,8 | 29,8 | 69,2 | 4,8 | 8,8 | 1,8  | 0,2 | 20,8 |
| 2002-2003  | Milwaukee Bucks  | 28   | 28   | 38,8 | 46,6 | 29,4 | 74,6 | 3,1 | 7,4 | 1,4  | 0,3 | 19,6 |
| 2003-2004  | L.A. Lakers      | 82   | 82   | 34,5 | 47,1 | 33,3 | 71,4 | 4,2 | 5,5 | 1,2  | 0,2 | 14,6 |
| 2004-2005  | Boston Celtics   | 77   | 77   | 33,0 | 46,8 | 32,6 | 76,1 | 3,1 | 6,1 | 1,1  | 0,2 | 11,3 |
| 2005-2006† | Miami Heat       | 81   | 25   | 28,5 | 42,0 | 28,7 | 79,4 | 2,9 | 3,2 | 0,9  | 0,1 | 7,7  |
| 2006-2007  | Miami Heat       | 68   | 28   | 22,1 | 39,3 | 26,0 | 66,7 | 1,9 | 3,0 | 0,6  | 0,0 | 5,3  |
| Carriera   | Carriera         | 1335 | 1233 | 35,3 | 46,6 | 31,7 | 72,9 | 3,9 | 6,7 | 1,8  | 0,2 | 16,3 |
| All-Star   | All-Star         | 9    | 2    | 20,8 | 43,6 | 27,3 | 100  | 3,3 | 8,1 | 2,1  | 0,0 | 9,4  |

#### Play-off
| Anno     | Squadra          | PG  | PT  | MP    | TC%  | 3P%  | TL%   | RP  | AP   | PRP | SP  | PP   |
| -------- | ---------------- | --- | --- | ----- | ---- | ---- | ----- | --- | ---- | --- | --- | ---- |
| 1991     | Seattle S.Sonics | 5   | 5   | 27,0  | 40,7 | 0,0  | 100,0 | 2,6 | 6,4  | 1,6 | 0,2 | 4.8  |
| 1992     | Seattle S.Sonics | 8   | 8   | 27,6  | 46,6 | 0,0  | 58,3  | 2,6 | 4,8  | 1,0 | 0,3 | 7,6  |
| 1993     | Seattle S.Sonics | 19  | 19  | 31,8  | 44,3 | 16,7 | 67,6  | 3,3 | 3,7  | 1,8 | 0,2 | 12,3 |
| 1994     | Seattle S.Sonics | 5   | 5   | 36,2  | 49,3 | 33,3 | 42,1  | 3,4 | 5,6  | 1,6 | 0,4 | 15,8 |
| 1995     | Seattle S.Sonics | 4   | 4   | 43,0  | 47,8 | 20,0 | 41,7  | 2,5 | 5,3  | 1,3 | 0,0 | 17,8 |
| 1996     | Seattle S.Sonics | 21* | 21  | 43,4  | 48,5 | 41,0 | 63,3  | 5,1 | 6,8  | 1,8 | 0,3 | 20,7 |
| 1997     | Seattle S.Sonics | 12  | 12  | 45,5* | 41,2 | 33,3 | 82,0  | 5,4 | 8,7  | 2,2 | 0,3 | 23,8 |
| 1998     | Seattle S.Sonics | 10  | 10  | 42,8  | 47,5 | 38,0 | 94,0  | 3,4 | 7,0  | 1,8 | 0,1 | 24,0 |
| 2000     | Seattle S.Sonics | 5   | 5   | 44,2  | 44,2 | 39,1 | 76,9  | 7,6 | 7,4  | 1,8 | 0,2 | 25,8 |
| 2002     | Seattle S.Sonics | 5   | 5   | 41,4  | 42,5 | 26,7 | 58,6  | 8,6 | 5,8  | 0,6 | 0,4 | 22,2 |
| 2003     | Milwaukee Bucks  | 6   | 6   | 41,8  | 42,9 | 6,7  | 70,0  | 3,0 | 8,7* | 1,3 | 0,2 | 18,5 |
| 2004     | L.A. Lakers      | 22  | 22  | 35,1  | 36,6 | 25,0 | 75,0  | 3,3 | 5,3  | 1,0 | 0,2 | 7,8  |
| 2005     | Boston Celtics   | 7   | 7   | 34,1  | 44,6 | 7,1  | 83,3  | 4,1 | 4,6  | 0,9 | 0,1 | 10,3 |
| 2006†    | Miami Heat       | 23  | 0   | 24,3  | 42,2 | 29,3 | 72,0  | 1,7 | 1,6  | 1,0 | 0,1 | 5,8  |
| 2007     | Miami Heat       | 2   | 0   | 16,0  | 0,0  | 0,0  | –     | 2,0 | 1,5  | 0,0 | 0,0 | 0,0  |
| Carriera | Carriera         | 154 | 129 | 35,6  | 44,1 | 31,5 | 70,6  | 3,7 | 5,3  | 1,4 | 0,2 | 14,0 |

#### Massimi in carriera
- Massimo di punti: 44 vs. Minnesota Timberwolves (4 marzo 2001)[5]
- Massimo di rimbalzi: 16 vs. San Antonio Spurs (8 febbraio 2000)
- Massimo di assist: 18 vs. Houston Rockets (5 novembre 2002)
- Massimo di palle rubate: 8 (2 volte)
- Massimo di stoppate: 3 (2 volte)
- Massimo di minuti giocati: 54 vs. Cleveland Cavaliers (5 marzo 1996)

## Palmarès
- Campionato NBA: 1

Miami Heat: 2006
- Miglior difensore dell'anno: 1996
- Squadre All-NBA: 9

First Team: 1998, 2000
Second Team: 1995, 1996, 1997, 1999, 2002
Third Team: 1994, 2001
- Squadre All-Defensive: 9

First Team: 1994, 1995, 1996, 1997, 1998, 1999, 2000, 2001, 2002 (record condiviso con Michael Jordan, Kobe Bryant, Kevin Garnett)
- Convocazioni all'NBA All-Star Game: 9

1994, 1995, 1996, 1997, 1998, 2000, 2001, 2002, 2003
- Quarantaquattresimo miglior marcatore di sempre sommando ABA e NBA
- Trentanovesimo miglior marcatore di sempre NBA
- Undicesimo per numero di assist di sempre NBA
- Quinto miglior giocatore per palle rubate di sempre NBA
- Inserito nel NBA 75th Anniversary Team
- Inserito nella Naismith Memorial Basketball Hall of Fame nel 2013

### Nazionale
- Atlanta 1996: medaglia d'oro
- Sydney 2000: medaglia d'oro

## Record
- Primo playmaker NBA vincitore del premio Defensive Player of the Year (1995-1996) (unico fino al 2022, quando lo vinse Marcus Smart).
- Maggior numero di selezioni nel primo quintetto difensivo ideale: (9, record condiviso con Michael Jordan, Kevin Garnett e Kobe Bryant).